# Acylochilus persimilis
Acylochilus persimilis är en skalbaggsart som beskrevs av Martinez 1959. Acylochilus persimilis ingår i släktet Acylochilus och familjen Melolonthidae. Inga underarter finns listade i Catalogue of Life.